# マジック (声優)
マジックは日本の男性声優。主にアダルトゲームに出演している。

## 出演作品
※ 太字は主役・メインキャラクター

### アダルトゲーム

#### 2005年
- Live×Evil 灼熱のエデマ（バイカル）
- 人妻戦隊アイサイガー（脳神ケミファ）

#### 2006年
- あおぞらマジカ!!（町人A）
- かみさまの宿っ!（テレビの声、愛美の父（来世）、バイブくん、一般死神A、小人B、オッチャン、ちび神様、仲間A）
- MinDeaD BlooD 〜支配者の為の狂死曲〜 DVD Special Edition（J・J、古橋繁俊）
- 玉響
- Live×Evil 熱砂のプロメテウス（バイカル）

#### 2007年
- ARCUS X 〜聖剣ノ継承者、忍び寄る淫夢〜（ピクト・A・ピヨント[1]）
- ARCUS X 〜聖剣戦争、淫獄の軌跡〜（ピクト・A・ピヨント[2]）
- ARCUS X 〜偽りノ隣人、淫行への招待状〜（ピクト・A・ピヨント[3]）
- ARCUS X 〜シムサード、淫欲調教の宴〜（ピクト・A・ピヨント[4]）
- ARCUS X 〜神威降臨、ピクトへの想い…〜（ピクト・A・ピヨント[5]）
- 式神 〜桔梗の華に秘めたる想い〜（柊架威[6]）
- 人妻戦隊アイサイガーPOWERED（菱堂一輝、ゴウカンネクロ）

#### 2008年
- ARCUS X Complete Edition（ピクト・A・ピヨント[7]）
- 恋する式 〜SHIKIGAMI 2008〜（柊架威[8]）

#### 2009年
- Skyprythem（篠塚明日香[9]）

#### 2010年
- Soranica Ele（早坂司[10]）